# Legacy of Kain: Soul Reaver 2
Legacy of Kain: Soul Reaver 2 es un videojuego para la consola PlayStation 2 y PC; también había una versión para Dreamcast, pero fue cancelada debido a que ya se había detenido la producción de la consola. Es la secuela de Legacy of Kain: Soul Reaver y el tercer juego en la serie Legacy of Kain y en si tiene una secuela directa Legacy of Kain: Defiance. Fue publicado en el 2001 por Crystal Dynamics y Eidos Interactive con un éxito limitado.

## Historia
Soul Reaver 2 comienza exactamente después de donde finalizó su precuela. Tras el combate entre Kain y Raziel y la huida del señor de los vampiros por el Chronoplast, un portal temporal que permite a Kain transportarse a una época pasada y librarse así del ajusticiamiento de su discípulo bajo la hoja de la Soul Reaver. 
Raziel, cegado por su sed de venganza, sigue a Kain por el Chronoplast a pesar de las advertencias del dios antiguo, y reaparece en un Nosgoth pasado, donde seguidamente se encuentra con Moebius, guardián del tiempo y de los portales temporales que Kain está usando para saltar entre las distintas épocas.  Moebius explica a Raziel los planes del señor de los vampiros, quien planea destruir los pilares de Nosgoth, aprovechando los portales temporales, y eliminando primero así a sus guardianes.
Es hora de que el ángel caído clame de nuevo venganza ante su mentor...